# Thagria ochripes
Thagria ochripes är en insektsart som beskrevs av Spångberg 1878. Thagria ochripes ingår i släktet Thagria och familjen dvärgstritar. Inga underarter finns listade i Catalogue of Life.